# Pier Adolfo Tirindelli
Pier Adolfo Tirindelli, né le 5 mai 1858 à Conegliano et mort le 6 février 1937 à Rome, est un compositeur, violoniste, pianiste, chef d'orchestre et professeur de musique italien.

## Biographie
Pier Adolfo Tirindelli commença des études musicales à Milan, puis les poursuivit à Paris ainsi qu'au conservatoire Benedetto Marcello de Venise.
En 1883, il obtint la chaire de violon au Conservatoire de Venise où il a été directeur de 1893 à 1895. Il s'installe par la suite aux États-Unis où il exerça le métier de professeur de violon, puis de chef d'orchestre au conservatoire de musique de Cincinnati.
En 1922, il revint en Italie où il continua ses compositions mélodiques.
Il composa des opéras, tels que Atenaide (1892) et Noir et blanc (1897), deux concertos pour violon, de nombreuses compositions pour violon et piano, des chansons (notamment des poèmes d'Ada Negri), la transcription de la musique italienne du XVIIe siècle ainsi que des arrangements des mazurkas de Franz Liszt.
L'Association lyrique « Pier Adolfo Tirindelli », fondée en 1981 par Albino Toffoli, a pour but de collecter tous types de documents concernant le personnage historique et artistique afin de promouvoir et diffuser son œuvre musicale.